# Róbert, Blois grófja
Róbert (? – 902 után)  Blois és Tours grófja volt.